# Xalame (södra Tlachichilco)
Xalame är en ort i Mexiko.   Den ligger i kommunen Tlachichilco och delstaten Veracruz, i den sydöstra delen av landet, 160 km nordost om huvudstaden Mexico City. Xalame ligger 1 259 meter över havet och antalet invånare är 102.
Terrängen runt Xalame är bergig åt sydväst, men åt nordost är den kuperad. Xalame ligger uppe på en höjd. Runt Xalame är det ganska tätbefolkat, med 60 invånare per kvadratkilometer. Närmaste större samhälle är Huehuetla, 16,3 km sydost om Xalame. I omgivningarna runt Xalame växer i huvudsak städsegrön lövskog.